# 罗芒
罗芒（法語：Romans，法語發音：[ʁɔmɑ̃] ⓘ）是法国东部安省的一个市镇，属于布雷斯地区布尔格区。

## 地理
罗芒（46°7'18"N, 5°1'16"E）面积22.32 平方千米，位于法国奥弗涅-罗讷-阿尔卑斯大区安省，该省份为法国东部省份，北起汝拉省，西北接索恩-卢瓦尔省，西接罗讷省和里昂大都会，南至伊泽尔省，东与萨瓦省、上萨瓦省和瑞士接壤。
与罗芒接壤的市镇（或旧市镇、城区）包括：拉沙佩勒-迪沙特拉尔、沙拉罗讷河畔沙蒂永、孔代西亚、讷维尔莱达姆、圣安德烈勒布舒、勒农河畔圣乔治、桑德朗。

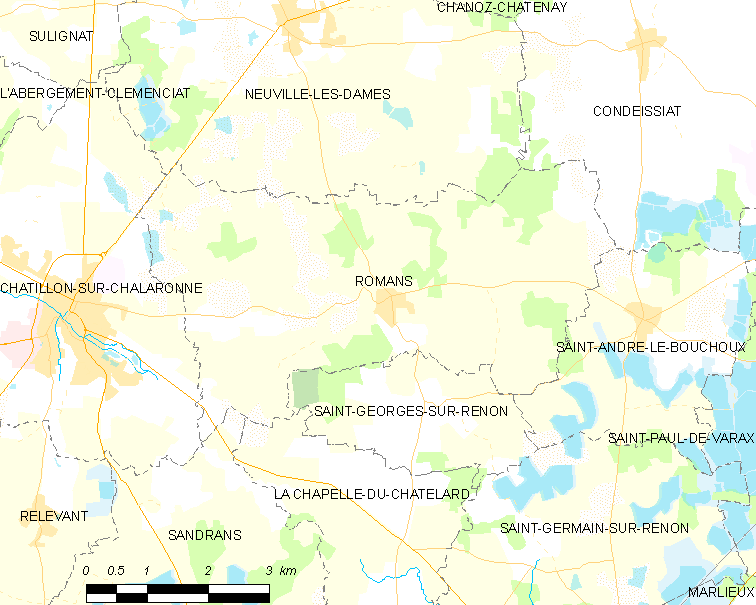
罗芒的OSM定位图

罗芒的时区为UTC+01:00、UTC+02:00（夏令时）。

## 行政
罗芒的邮政编码为01400，INSEE市镇编码为01328。

## 政治
罗芒所属的省级选区为沙拉罗讷河畔沙蒂永县。

## 人口

1962-2008年间罗芒人口变化图示

罗芒于2022年1月1日时的人口数量为628人。